# Мелкосопочник

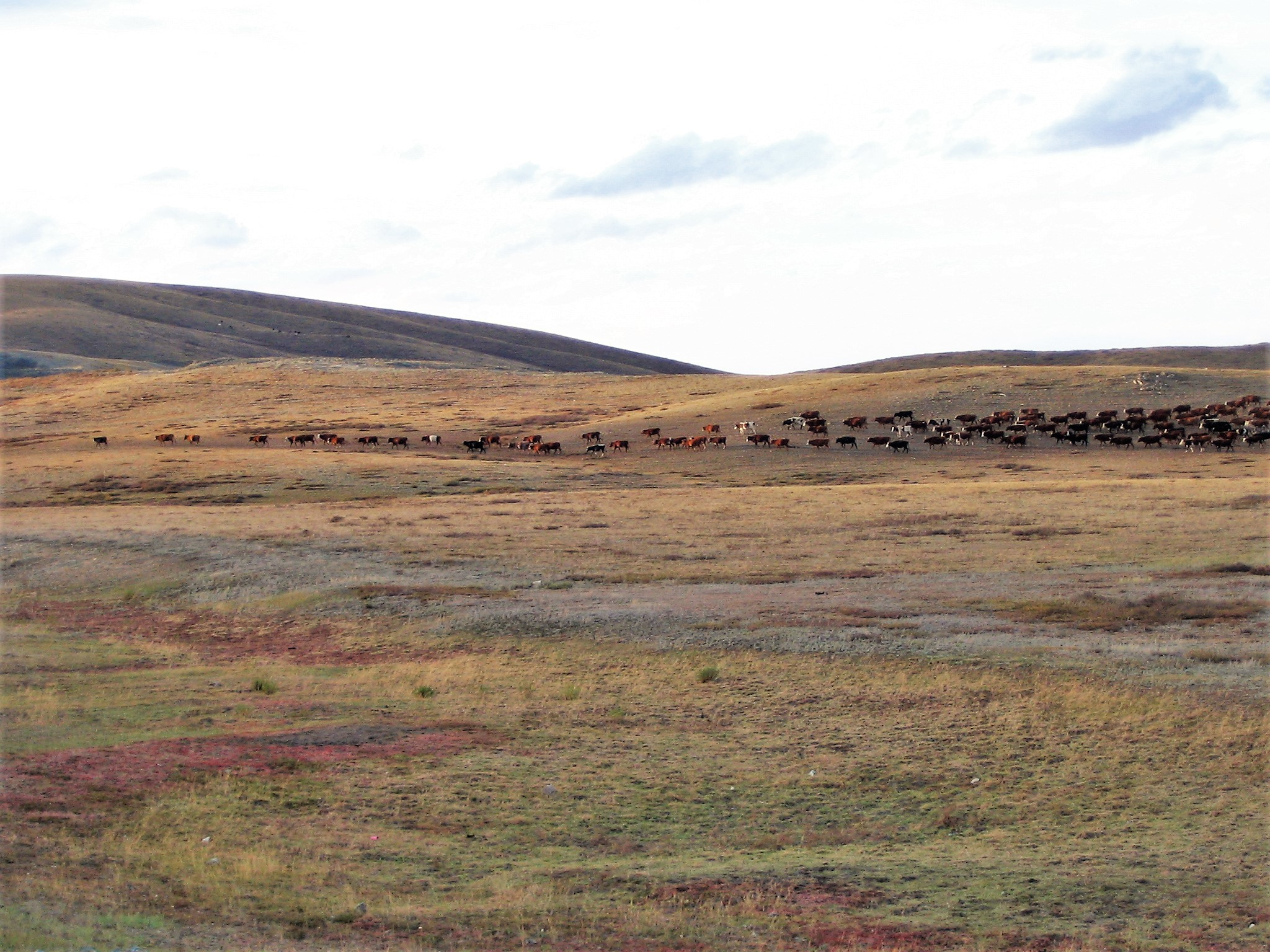
Казахский мелкосопочник

Мелкосопочник (мелкие сопки) — аридно-денудационный тип рельефа, представляющий собой беспорядочно разбросанные холмы и группы холмов различной формы (с относительной высотой 50—100 м), разделённые более или менее широкими плоскими котловинами (иногда занятыми озёрами) или долинами. Для мелкосопочника характерны мелкие озёра, нередко с солоноватой или солёной водой.
Мелкосопочник образуется при длительной денудации горной страны с пёстрым литологическим составом горных пород в условиях, главным образом, континентального климата. 
Типичным примером мелкосопочника может служить Казахский мелкосопочник, развитый на территории Казахстана. Черты мелкосопочника имеет также и Таранайский хребет южного Сахалина.